# Islandia en los Juegos Paralímpicos de Lillehammer 1994
Islandia estuvo representada en los Juegos Paralímpicos de Lillehammer 1994 por un deportista masculino. El equipo paralímpico islandés no obtuvo ninguna medalla en estos Juegos.